# Wilhelm al II-lea de Jülich
Wilhelm al II-lea (n. 1325 – d. 13 decembrie 1393) a fost al doilea duce de Jülich din 1361 până la sfârșitul vieții.

## Biografie
Wilhelm al II-lea a fost cel de-al doilea fiu al ducelui Wilhelm I de Jülich și al soției sale, Ioana de Hainaut (d. 1374), fiică a contelui Willem al III-lea de Olanda.
Wilhelm a fost numit coregent de tatăl său încă din 1343. Cu timpul conflictele dintre ei au escaladat și Wilhelm l-a ținut prizonier pe tatăl său din 1349 până în 1351.
Wilhelm a încercat timp de mulți ani să-și impună pretenția de a stăpâni Olanda și Zeelanda împotriva Casei Wittelsbach, dar nu a reușit. 
Când tatăl său a murit în 1361, Wilhelm a devenit al doilea duce de Jülich (fratele său mai mare, Gerhard, murise înaintea tatălui lor). Wilhelm a condus feudele tradiționale ale Casei de Jülich și a pierdut, printre altele, Kaiserswerth și Zülpich. 
În războiul dintre cumnații săi, Rainald al III-lea de Geldern și Eduard de Geldern, pentru succesiunea în Ducatul Geldern, Wilhelm l-a susținut pe cel din urmă. În 1371 în Bătălia de la Baesweiler (în care Eduard a fost rănit mortal) Wilhelm l-a capturat pe ducele Venceslau I de Luxemburg.
Rainald a murit în 1371 și, deoarece nici el, nici Eduard nu au lăsat moștenitori, s-a iscat un nou conflict pentru succesiunea în Ducatul Geldern între Wilhelm, respectiv soția sa, Maria (sora lui Rainald și a lui Eduard), și sora acesteia, Matilda, soția contelui Ioan al II-lea de Blois. 
În 1377 împăratul Carol al IV-lea i-a acordat ducatul lui Wilhelm, fiul cel mare al lui Wilhelm al II-lea, însă titlul de Duce a fost asigurat abia în 1379.

## Căsătorie și descendenți
Wilhelm a fost căsătorit cu Maria de Geldern, fiica ducelui Rainald al II-lea. Din căsătoria lor au rezultat trei copii:
- Wilhelm (1364–1402), din 1377 (1379) duce de Geldern sub numele Wilhelm I, și din 1393 duce de Jülich sub numele Wilhelm al III-lea;
- Rainald (n.c. 1365 – d. 1423), din 1402 duce de Geldern sub numele Rainald al IV-lea și duce de Jülich sub numele Rainald I;
- Ioana (d. 1394), căsătorită cu Ioan al XII-lea de Arkel (d. 1426).[4]